# Peter Rice
Peter Rice (Dublino, 16 giugno 1935 – Londra, 25 ottobre 1992) è stato un ingegnere strutturista irlandese.

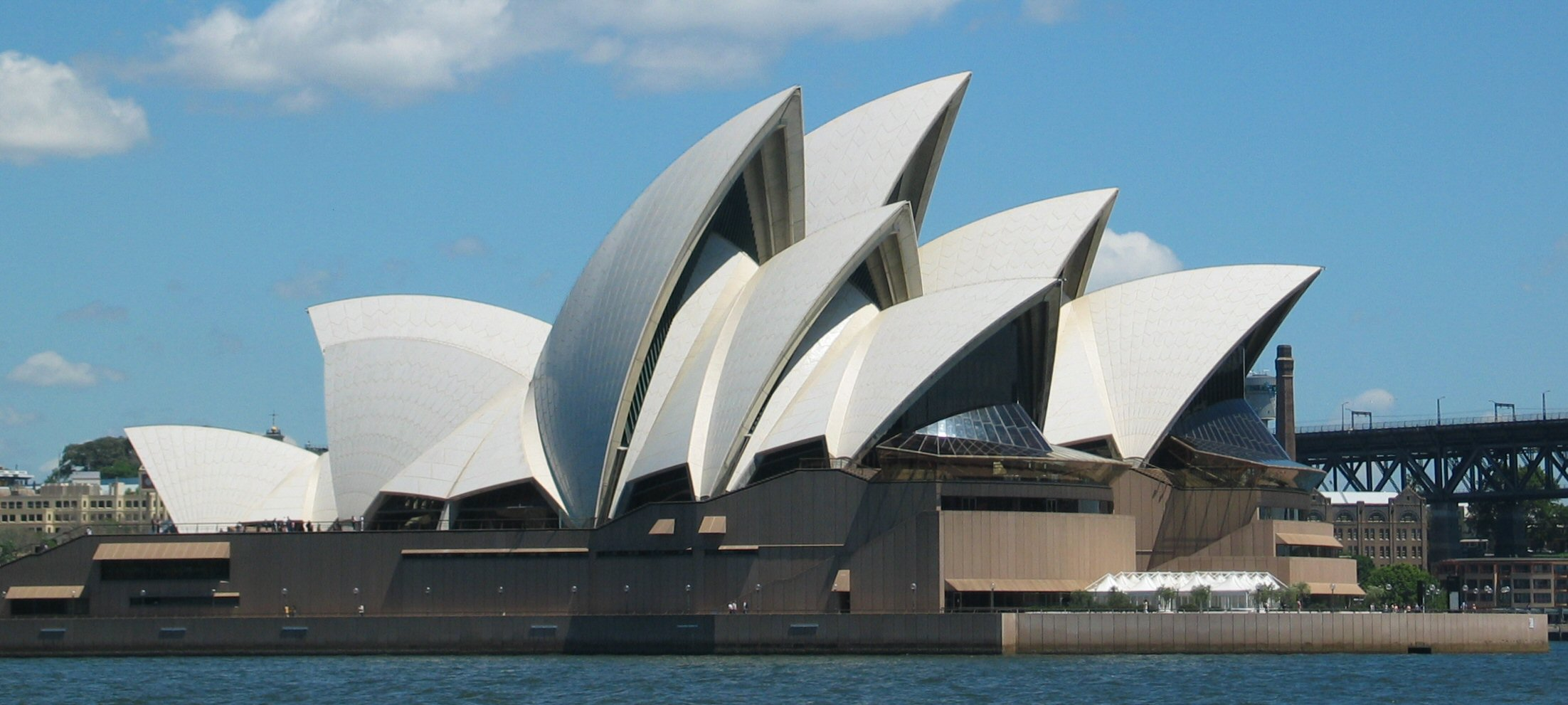
La Sydney Opera House.

Ha studiato alla Queen's University di Belfast e all'Imperial College di Londra.
È stato cofondatore dell'Atelier Piano & Rice insieme a Renzo Piano.
Ha lavorato per la società Arup. Ha firmato alcuni tra i più rappresentativi progetti di architettura, come il Centre Georges Pompidou, la Sydney Opera House, l'edificio dei Lloyd's di Londra, la piramide del Louvre, il Mound Stand al Lord's Cricket Ground, l'Aeroporto Internazionale del Kansai e l'Aeroporto di Stansted.

## Pensiero
Sosteneva che la simbiosi tra architetto ed ingegnere originasse le migliori costruzioni: l'ingegnere sarebbe stato l'effettivo inventore mentre l'architetto avrebbe fornito l'input creativo. Inoltre giudicava restrittiva la concezione anglosassone del lavoro di ingegnere preferendo l'interpretazione francese ed italiana di tale ruolo.

## Riconoscimenti
Nel 1992 è stato insignito della medaglia d'oro del Royal Institute of British Architects.